# 雅桑克莱
雅桑克莱（Yodsanklai Fairtex，1985年7月1日—）又名Yod，是泰国泰拳拳手。他是前WBC泰拳世界超级次中量级冠军，体重154磅，曾两次在112磅和147磅的班级获得隆宾尼球场冠军。他还是《亚洲竞争者》的首位冠军。他被泰国体育报纸昵称为“拳击电脑”。